# Scum
Scum es el primer álbum de la banda grindcore británica Napalm Death, lanzado el 1 de julio de 1987.
Las dos caras del disco fueron grabadas en dos formaciones diferentes y en sesiones separadas por aproximadamente un año. El único músico en ambas oportunidades fue el baterista Mick Harris. 
Ambos lados presentan diferencias sustanciales, aunque entre ambos unen los elementos estilísticos entre del heavy metal y el punk rock. Mientras que las canciones del lado A están fuertemente influenciadas por el hardcore punk y el anarco-punk, las voces y las guitarras eléctricas más bajas del lado B anticipan desarrollos posteriores en el metal extremo.
La revista Loudwire lo puso en la lista de los 10 mejores álbumes de metal de 1987.[¿según quién?]
Scum vendió sobre 10.000 copias en su primer año de lanzamiento, llegando al número 8 en el UK Indie Chart. Desde entonces, se ha convertido en un álbum que puso bases en el género del grindcore. Ya para el año 2005, el álbum Scum fue votado según los lectores de la revista Kerrang!, como uno de los 50 mejores álbumes británicos de todos los tiempos, y para el año 2009. Fue incluido también, en el libro "1001 discos que hay que escuchar antes de morir" del escritor Robert Dimery.
El disco contiene, también, a la canción "You Suffer", que ha obtenido un récord Guinness como la canción más corta en haber sido grabada, con apenas 1,316 segundos de duración.